# Daniel-Philippe de Sudres
Daniel-Philippe de Sudres, né le 24 avril 1960 est un chercheur [réf. souhaitée] en neurosciences cognitives expérimentales explorant les bases neurales et phénoménales de la conscience réflexive attentive, dont il a mis en évidence des stades de lucidité accrue dans les processus de vigilance. Il est aussi un auteur français de science-fiction (réaliste et anticipative),,,.
Sa démarche va dans le sens du transhumanisme et du transhumanisme démocratique et bioéthique techno-progressiste inspiré de la Nouvelle Atlantide de Francis Bacon.

### Romans
- Le « rêve » d'Audrey – Voyage dans la tête d'une enfant surdouée, Éd. Naturellement, 1999, réed. Éd. K-MDS - Presses de l'Avenir, 2017
- « État » Internet – Voyage dans les racines du terrorisme de demain et du postcapitalisme d'après-demain, Éd. Paralela 45, 2006
- Quatre fois mort – Le terrible secret du jeune Wilfried de Boifeu, Éd. de la Mutualité française/Éd. Pascal, 2010
- Les enfants de demain (ou l'étrange et très secret projet Hp-1), Éd. Atria, 2012
- Nous en 2030 (tome 1 :  lorsque naîtra le postcapitalisme transhumaniste), Éd. K-MDS - Presses de l'Avenir, 2016

### Essais
- Que feriez-vous s'il vous restait une heure à vivre ?, Éd. Instant Présent, 1997
- Le sens des mystères – Une explication de phénomènes « miraculeux » étudiés sous l'angle d'observation rationnel des neurosciences et de l'ethnométhodologie, Éd. Apolline, 2000
- Vivre jeune longtemps – grâce à une surprenante discipline d'épanouissement neuronal, A Venir Éditions, 2006

### Études
- La neuroconnectique – Neuroscience de l'éveil, Éd. Charles Antoni, 2008
- Neuroconnectique :  postulats – pour une neuroscience des connexions neuronales génératrices de conscience attentive développant notre neuroplasticité, Éd. Universitaires Européennes, 2011
- Neuroconnectique : bases neurales et bases phénoménales conceptuelles – pour une neuroscience des connexions neuronales génératrices de neuroplasticité, Éd. Universitaires Européennes, 2012